# Circuito di Yas Marina
Il circuito Yas Marina è un circuito automobilistico degli Emirati Arabi Uniti entrato a far parte del calendario del mondiale di Formula 1 a partire dalla stagione 2009; dal 2014 ospita la gara conclusiva della stagione. Il tracciato, disegnato dall'architetto tedesco Hermann Tilke, è posto sull'Isola Yas, a circa 30 minuti dalla città di Abu Dhabi, e si snoda tra campi da golf, parchi a tema e hotel extralusso. Ha ospitato il secondo Gran Premio nel Medio Oriente di sempre, dopo quello del Bahrein.
Il circuito è stato spesso oggetto di critiche sia dai piloti che dall'opinione pubblica, sia per il disegno del tracciato che per le dinamiche di gara poco avvincenti, tanto da essere spesso definito come uno dei peggiori circuiti di Formula 1. Per queste ragioni, nell'estate 2021 si è decisa la realizzazione di alcune modifiche volte a favorire la spettacolarità delle gare.
Dal 2019 una sua frazione ospita un evento del campionato del mondo rallycross.

## Composizione

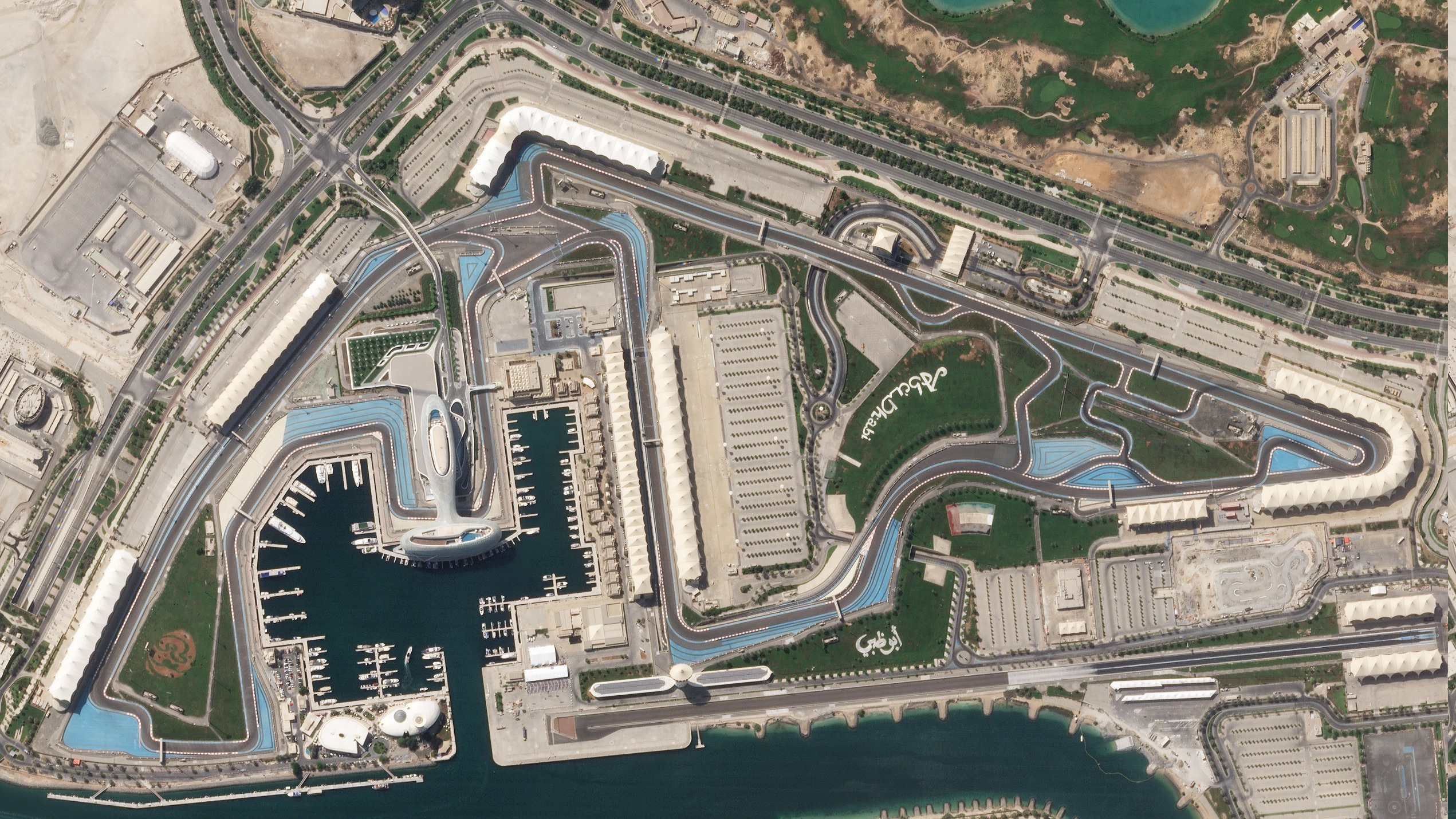
Vista satellitare del circuito con la configurazione utilizzata fino al 2020

Il circuito è stato costruito dalla compagnia Aldar Properties, costruttrice anche del parco tematico sull'automobilismo, il Ferrari World, una marina, aree residenziali, un parco acquatico, nonché strutture alberghiere e di divertimento. Il circuito conta di ventuno curve, vi sono quattro grandi tribune (Main Grandstand, West Grandstand, North Grandstand e South Grandstand) e ha una caratteristica uscita dei box che passa sotto la pista. Difficoltà nella costruzione sembravano mettere in dubbio la gara per il 2009, ma poi i lavori sono proceduti alacremente e il circuito è stato consegnato alla metà di settembre 2009. Il 7 ottobre 2009 il tracciato ha ottenuto l'approvazione finale da parte della FIA. Bruno Senna è stato il primo pilota a completare un giro sul circuito.

## Costruzione

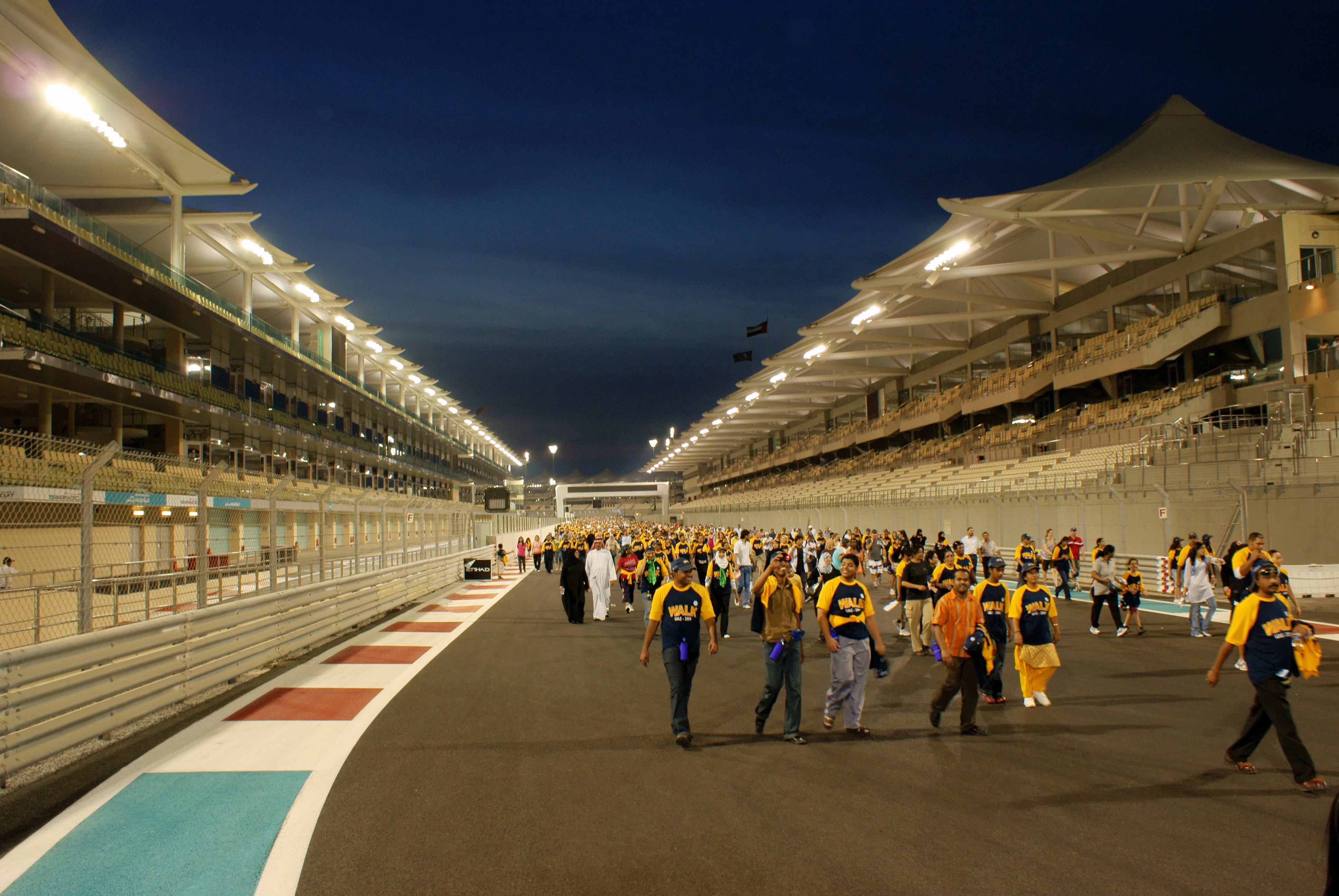
Uno dei rettilinei del circuito durante una manifestazione podistica. La pista è dotata di due rettilinei di partenza con relative corsie box.

La costruzione è stata affidata alla Cebarco-WCT WLL, indicata dal proprietario, l'Aldar Properties. Tra le altre ditte coinvolte vi sono la KAH, la Voltas, la PKE-Siemens, l'Able-Middle East, l'Hamilton International, la Bau Bickhardt e la Unger Steel.
Il 28 agosto 2009 viene annunciato che l'inizio della gara è posticipato alle 17:00 ore locali, in modo che la gara inizi col sole e termini al tramonto, e per venire incontro alle esigenze del pubblico europeo.
Per tale ragione il circuito è dotato di un impianto di illuminazione permanente, simile a quello utilizzato nel circuito di Lusail in Qatar. L'illuminazione è fornita dalla Musco Lighting, la stessa che ha approntato il circuito qatariota.
Nel febbraio 2010 si ha avuto notizia della cessione della struttura, da parte dell'Aldar, al governo di Abu Dhabi.

## Layout

La configurazione di 5 554 m utilizzata dal al.

Il giro inizia con curva 1, una piega a sinistra di 90º. Si prosegue con la esse sinistra-destra-sinistra che caratterizza le curve dalla 2 alla 4. Seguono le curve 5-6, una lenta chicane sinistra-destra e poi un tornante a 180º. Il giro continua col rettilineo più lungo del mondiale, che misura ben 1200 metri. Poi ci sono le curve 8-9 formate da una lenta chicane sinistra-destra e poi segue un rettileneo dei box che però non è usato dalla Formula 1. Seguono le curve 11-12-13, altra chicane sinistra-destra-sinistra seguita dalla curva 14, una curva di 90º a sinistra. Segue un breve rettilineo, che in realtà è una sorta di virgola destra, che immette nelle curve 17-18 che è una chicane sinistra-destra e la curva 18 segna il passaggio sotterraneo all'hotel dell'isola. Segue una curva di sinistra a 90º, la 19, poi le ultime due curve di 90º a destra che immettono sul rettilineo di partenza.
Nella stagione 2021 il layout del circuito viene modificato in tre aree: il tornante prima del primo rettilineo è stato cambiato, con la chicane prima di esso rimossa e la curva stessa allargata con una sezione stradale adesso larga 20 metri; la sequenza di curve a 90 gradi, alla fine del secondo rettilineo, è stata sostituita da un'unica curva; nel terzo settore le curve sono state aperte leggermente per cercare di permettere alle auto di seguirsi meglio. La pista presenta adesso una lunghezza di 5 281 m e si snoda attraverso 16 curve, 9 a sinistra e 7 a destra.
Il record assoluto del circuito è di 1'22"109 stabilito da Max Verstappen su Red Bull Racing nelle qualifiche del Gran Premio di Abu Dhabi 2021.

## Sponsor
L'avveniristico circuito viene sponsorizzato dalla compagnia aerea degli Emirati Arabi Uniti, Etihad Airways la quale aveva all'epoca dell'apertura dell'impianto un contratto di partenariato con la Ferrari.

## Gare

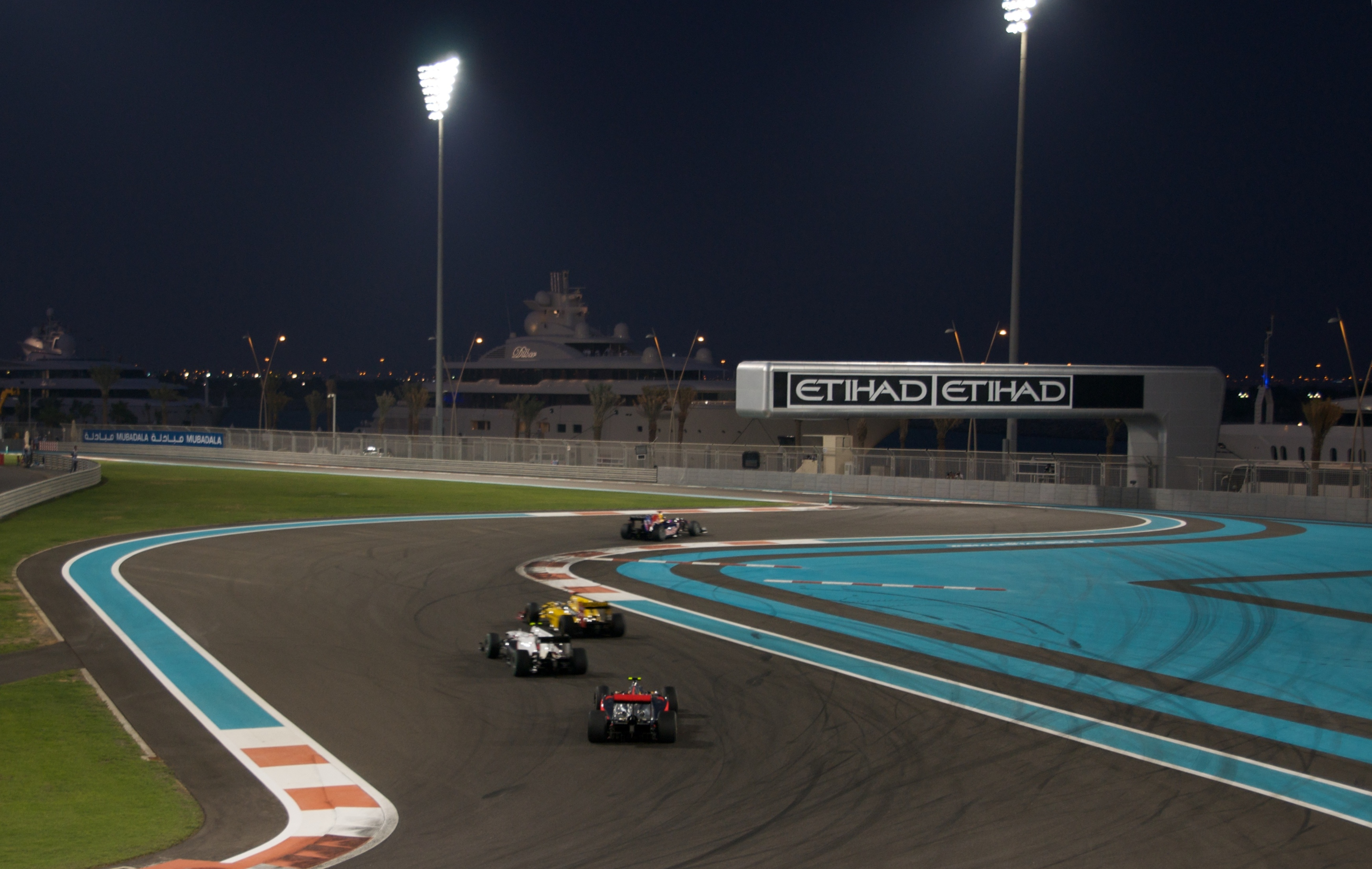
Fasi di gara del Gran Premio di Abu Dhabi 2010.

Il primo Gran Premio viene disputato il 1º novembre 2009 e viene vinto da Sebastian Vettel su Red Bull Racing-Renault. Il pilota tedesco si è aggiudicato anche le edizioni del 2010, in cui conquistò anche il suo primo titolo iridato, e del 2013, mentre le restanti gare sono state vinte da Lewis Hamilton (nel 2011, nel 2014, vittoria che coincise con la conquista del secondo titolo mondiale, nel 2016, nel 2018 e nel 2019), da Kimi Räikkönen (nel 2012), da Nico Rosberg (nel 2015), da Valtteri Bottas (nel 2017), da Max Verstappen (nel 2020, nel 2021, in cui conquistò anche il primo titolo iridato, nel 2022 e nel 2023), e da Lando Norris (nel 2024).

La frazione del circuito di Yas Marina che ospita il Rallycross di Abu Dhabi

A ottobre del 2018 venne stabilito un accordo tra i titolari del circuito e gli organizzatori del campionato del mondo rallycross al fine di ospitare una gara in calendario per gli anni a venire; l'evento è stato inserito come gara di apertura della stagione 2019. Il tracciato venne ricavato all'interno del circuito di formula 1 nella zona della prima chicane (curve 4 e 5) e del primo tornante. L'evento avrebbe dovuto svolgersi anche nella stagione 2020 come decimo appuntamento in programma, tuttavia esso venne cancellato a causa della pandemia di COVID-19.

## Albo d'oro della Formula 1
| Anno | Pilota           | Scuderia |
| ---- | ---------------- | -------- |
| 2009 | Sebastian Vettel | Red Bull |
| 2010 | Sebastian Vettel | Red Bull |
| 2011 | Lewis Hamilton   | McLaren  |
| 2012 | Kimi Räikkönen   | Lotus    |
| 2013 | Sebastian Vettel | Red Bull |
| 2014 | Lewis Hamilton   | Mercedes |
| 2015 | Nico Rosberg     | Mercedes |
| 2016 | Lewis Hamilton   | Mercedes |
| 2017 | Valtteri Bottas  | Mercedes |
| 2018 | Lewis Hamilton   | Mercedes |
| 2019 | Lewis Hamilton   | Mercedes |
| 2020 | Max Verstappen   | Red Bull |
| 2021 | Max Verstappen   | Red Bull |
| 2022 | Max Verstappen   | Red Bull |
| 2023 | Max Verstappen   | Red Bull |
| 2024 | Lando Norris     | McLaren  |

### Vittorie per pilota
| vittorie | pilota           | anno(i)/vettura                                                              |
| -------- | ---------------- | ---------------------------------------------------------------------------- |
| 5        | Lewis Hamilton   | 2011/McLaren - 2014/Mercedes - 2016/Mercedes - 2018/Mercedes - 2019/Mercedes |
| 4        | Max Verstappen   | 2020/Red Bull - 2021/Red Bull - 2022/Red Bull - 2023/Red Bull                |
| 3        | Sebastian Vettel | 2009/Red Bull - 2010/Red Bull - 2013/Red Bull                                |
| 1        | Kimi Räikkönen   | 2012/Lotus                                                                   |
| 1        | Nico Rosberg     | 2015/Mercedes                                                                |
| 1        | Valtteri Bottas  | 2017/Mercedes                                                                |
| 1        | Lando Norris     | 2024/McLaren                                                                 |

### Vittorie per team
| vittorie | team     | anno(i)/pilota |
| -------- | -------- | --- |
| 7        | Red Bull | 2009/Sebastian Vettel - 2010/Sebastian Vettel - 2013/Sebastian Vettel - 2020/Max Verstappen - 2021/Max Verstappen - 2022/Max Verstappen - 2023/Max Verstappen |
| 6        | Mercedes | 2014/Lewis Hamilton - 2015/Nico Rosberg - 2016/Lewis Hamilton - 2017/Valtteri Bottas - 2018/Lewis Hamilton - 2019/Lewis Hamilton                              |
| 2        | McLaren  | 2011/Lewis Hamilton - 2024/Lando Norris |
| 1        | Lotus    | 2012/Kimi Räikkönen |

## Albo d'oro del campionato del mondo rallycross
Vengono indicati soltanto i vincitori nella massima categoria (Supercar).
| Anno | Pilota                                               | Auto                                                 | Squadra                                              |
| ---- | ---------------------------------------------------- | ---------------------------------------------------- | ---------------------------------------------------- |
| 2019 | Kevin Hansen                                         | Peugeot 208 WRX                                      | Team Hansen MJP                                      |
| 2020 | evento cancellato a causa della pandemia di COVID-19 | evento cancellato a causa della pandemia di COVID-19 | evento cancellato a causa della pandemia di COVID-19 |